# 布鲁蒂希-凡克尔
布鲁蒂希-凡克尔是德国莱茵兰-普法尔茨州的一个市镇。总面积14.38平方公里，总人口1132人，其中男性565人，女性567人（2011年12月31日），人口密度79人/平方公里。